# Consejo de Estado (Grecia)
El Consejo de Estado Helénico (en griego: Συμβούλιο της Επικρατείας o Symvoulio tis Epikrateias) es el tribunal supremo de la jurisdicción contencioso administrativa de Grecia. El Consejo de Estado, la Corte Suprema de Casación Civil y Penal (Areios Pagos) y el Tribunal de Cuentas (Elegktiko Synedrio) son los más altos tribunales del Poder Judicial de la nación.
La Constitución de Grecia establece dos jurisdicciones, la contencioso-administrativa y la civil y penal, que se organizan en tres instancias: los tribunales de primera instancia (tribunales inferiores), los tribunales de apelaciones (superior, tribunales de apelación) y los tribunales supremos o cortes supremas. El Consejo de Estado se encuentra en la parte superior de la jerarquía de los tribunales ordinarios de la jurisdicción contencioso administrativa (tribunales de lo contencioso-administrativo de primera instancia y tribunales de lo contencioso-administrativo de apelación).

## Historia
El Consejo de Estado Helénico fue fundado por primera vez en 1835 y constituyó una imitación del Consejo de Estado de Francia (en francés, Conseil d'État). Tenía competencia consultiva en relación con los proyectos de decreto y la jurisdicción administrativa, emitiendo decisiones irrevocables. Sin embargo, el Consejo de Estado fue suprimido por la Constitución de 1844 (artículo 102). Tras el derrocamiento del rey Otón I de Grecia en 1862, la Asamblea Nacional que se celebró decidió volver a crear el Consejo de Estado con el fin de "elaborar y deliberar las propuestas de ley". Sin embargo, la nueva Constitución de 1864  preveía una revisión de esta decisión en la sesión de la próxima legislatura y una mayoría de 3/4 votó en contra. Así, el 25 de noviembre de 1865 se aprobó una ley que abolió, una vez más, el Consejo de Estado.
Aunque la Constitución de 1911 preveía su restablecimiento, no fue refundado hasta 1928 (Ley 3713/1928, que ha sido repetidamente reformada), después de la aprobación de la Constitución de 1927 (artículos 102-105). Su competencia y composición ahora está prevista en el artículo 95 de la Constitución de 1975 (reformada en 1985 y 2001), la Ley 170/1973 (modificada) y el Decreto Presidencial 18/1989. 

## Competencia
El Consejo de Estado y los tribunales ordinarios de lo contencioso-administrativo, por vía jurisdiccional, deciden la solución de los litigios administrativos: demandas de contenido patrimonial, régimen del servicio civil (función pública), demandas de seguridad social, licitación para ejecución de obras públicas y adquisición de suministros, demandas de indemnización contra el Estado, y el control de la legalidad de los actos administrativos en general. 

## Organización

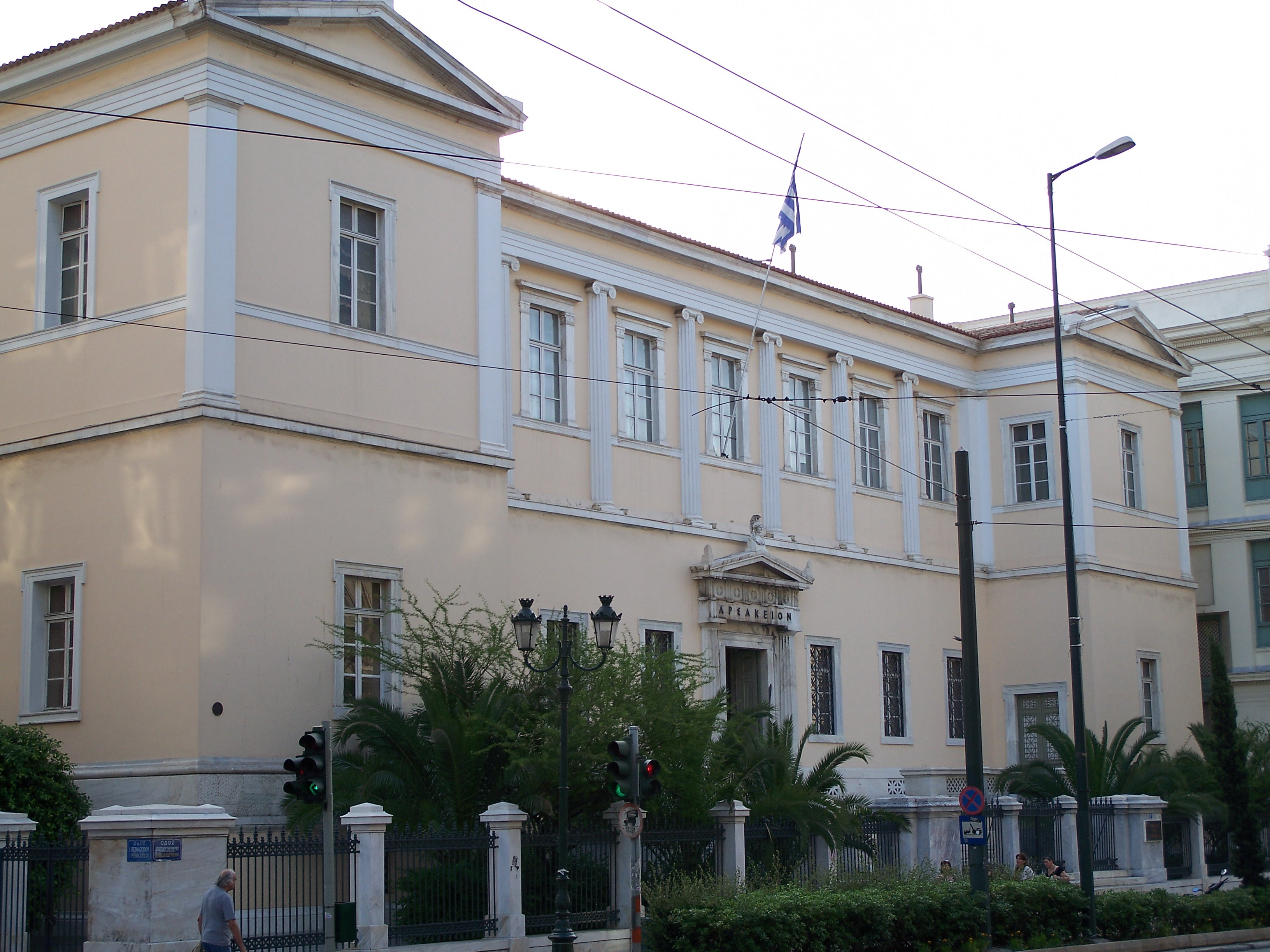
Edificio del Arsakeio (Αρσάκειον) en Atenas, sede del Consejo de Estado Helénico

El Consejo de Estado está integrado por el presidente, diez vicepresidentes, cincuenta y tres consejeros, cincuenta y seis consejeros asociados y cincuenta jueces auxiliares, quienes ejercen funciones judiciales. El Presidente y los Vicepresidentes del Consejo son elegidos por el Consejo de Ministros, mientras que los consejeros y los consejeros asociados son promovidos a la categoría respectiva, por decisión del Consejo Judicial Supremo del Consejo de Estado y de la administración de justicia. El presidente, los vicepresidentes, consejeros y conjueces del Consejo son designados oficialmente en sus cargos por decreto presidencial. Los jueces auxiliares son nombrados por decreto presidencial tras participar con éxito en los exámenes de la Escuela Nacional de Jueces y funcionarios judiciales, donde los egresados de las Facultades de Derecho reciben formación judicial especializada.
Todos los jueces gozan de independencia funcional y personal. En el desempeño de sus funciones, los jueces están sujetos solo a la Constitución y las leyes, y en ningún caso están obligados a cumplir con disposiciones adoptadas en violación de la Constitución. Los tribunales están obligados a no aplicar una ley cuyo contenido es contrario a la Constitución. Los jueces son inspeccionados por los jueces de rango superior, según lo especificado por la ley.

## Jurisdicción
Las peticiones de control jurisdiccional (anulación) de los actos ejecutables de las autoridades administrativas por exceso de poder son oídas en principio por el Consejo de Estado, que decide en primera y última instancia. Algunas categorías de control jurisdiccional (anulación) de los casos están bajo la jurisdicción de los tribunales de lo contencioso-administrativo, a raíz de una disposición especial por ley, por razones relacionadas con su naturaleza y por su importancia. Por el contrario, los tribunales ordinarios de lo contencioso-administrativo tienen la competencia originaria para resolver los casos mediante el ejercicio de la plena jurisdicción, mientras que el Consejo de Estado en estos casos tiene la competencia para conocer de peticiones para la revocación de las sentencias firmes adoptadas por el tribunal de apelación o el tribunal de primera instancia. En ciertas categorías de casos, el Consejo de Estado también tiene la competencia para decidir mediante el ejercicio de plena jurisdicción, ya sea en virtud de una disposición constitucional expresa (como en los casos de licencias o en los casos de degradación de los funcionarios públicos), o en virtud de una ley emitida previa autorización constitucional. Por último, la elaboración de todos los decretos de naturaleza reglamentaria está bajo la jurisdicción del Consejo de Estado que tiene competencia para pronunciarse sobre la legalidad de los mismos.
El Consejo de Estado ejerce su jurisdicción en sesión plenaria para los casos de especial importancia o mediante Secciones (Α', Β', Γ', Δ', Ε' and ΣΤ'). Las competencias de las Secciones están determinadas por ley; son presididas por los vicepresidentes y emiten sus dictámenes por la mayoría de los votos emitidos en las formaciones de cinco jueces (el vicepresidente o su suplente, dos consejeros con derecho de discusión y votación así como dos consejeros asociados con derecho de discusión) o siete jueces (el vicepresidente o su suplente, cuatro consejeros con derecho de discusión y votación, así como dos consejeros asociados con derecho de discusión), de acuerdo a la importancia de las cuestiones planteadas. De acuerdo con la Constitución, solo la sesión plenaria del Consejo puede pronunciarse sobre los casos que plantean cuestiones de inconstitucionalidad de las leyes aplicadas. Las peticiones para la protección legal temporal (acciones de cesación y otras medidas cautelares) son contestadas por el Consejo de Estado en formaciones de tres jueces, en las que consejeros y consejeros asociados tienen derecho de discusión y votación.
De acuerdo con la Constitución de Grecia, las sesiones de todos los tribunales son públicas, salvo cuando el tribunal decide que la publicidad pudiera ser perjudicial para las buenas costumbres o por razones especiales para la protección de la vida privada o familiar de los litigantes. Cada sentencia del tribunal se concreta y se fundamenta a fondo y se pronuncia en una sesión pública. La ley establece las consecuencias legales consiguientes y las sanciones impuestas en caso de violación de esta disposición. La publicación de la opinión en contrario es obligatoria. La ley contempla las cuestiones relativas a la introducción obligatoria de cualquier opinión discrepante en el acta, así como las condiciones y requisitos para la publicidad de las mismas.

## Sentencias
Las sentencias del Consejo de Estado constituyen la máxima autoridad jurisprudencial de precedente legal para los tribunales inferiores de lo contencioso-administrativo y establecen las normas para la interpretación de la Constitución y las leyes, así como el avance de la teoría y práctica jurídicas. Al igual que todas las decisiones judiciales, las sentencias del Consejo de Estado tienen autoridad de cosa juzgada y están sujetos a la ejecución forzosa contra el sector público, las agencias de los gobiernos locales y las personas jurídicas de derecho público.

## Membresía internacional
El Consejo de Estado Helénico es miembro de la Asociación de Consejos de Estado y Jurisdicciones Administrativas Supremas de la Unión Europea, así como de la Asociación Internacional de Altas Jurisdicciones Contenciosas Administrativas (IASAJ). El Consejo de Estado tiene vínculos con Cortes Supremas de Justicia de otros países con el objetivo de intercambiar información y para enriquecerse de la experiencia judicial de todo el mundo.